# 阿爾夫湖
78°12′S 163°42′E / 78.200°S 163.700°E
阿爾夫湖是南極洲的湖泊，位於維多利亞地的斯科特海岸，處於開特利茲冰川西北面，全長0.7公里，該湖泊取名自阿爾夫河，現時由南極條約體系管理。